# Frontera entre Eslovenia y Hungría
La frontera entre Hungría y Eslovenia es la frontera internacional entre Eslovenia y Hungría, ambos Estados miembros de la Unión Europea e integrados en el espacio Schengen. Tiene una longitud total de 94 kilómetros y separa los condados de Zala y Vas (Hungría) de la región eslovena de Prekmurje. 

## Trazado

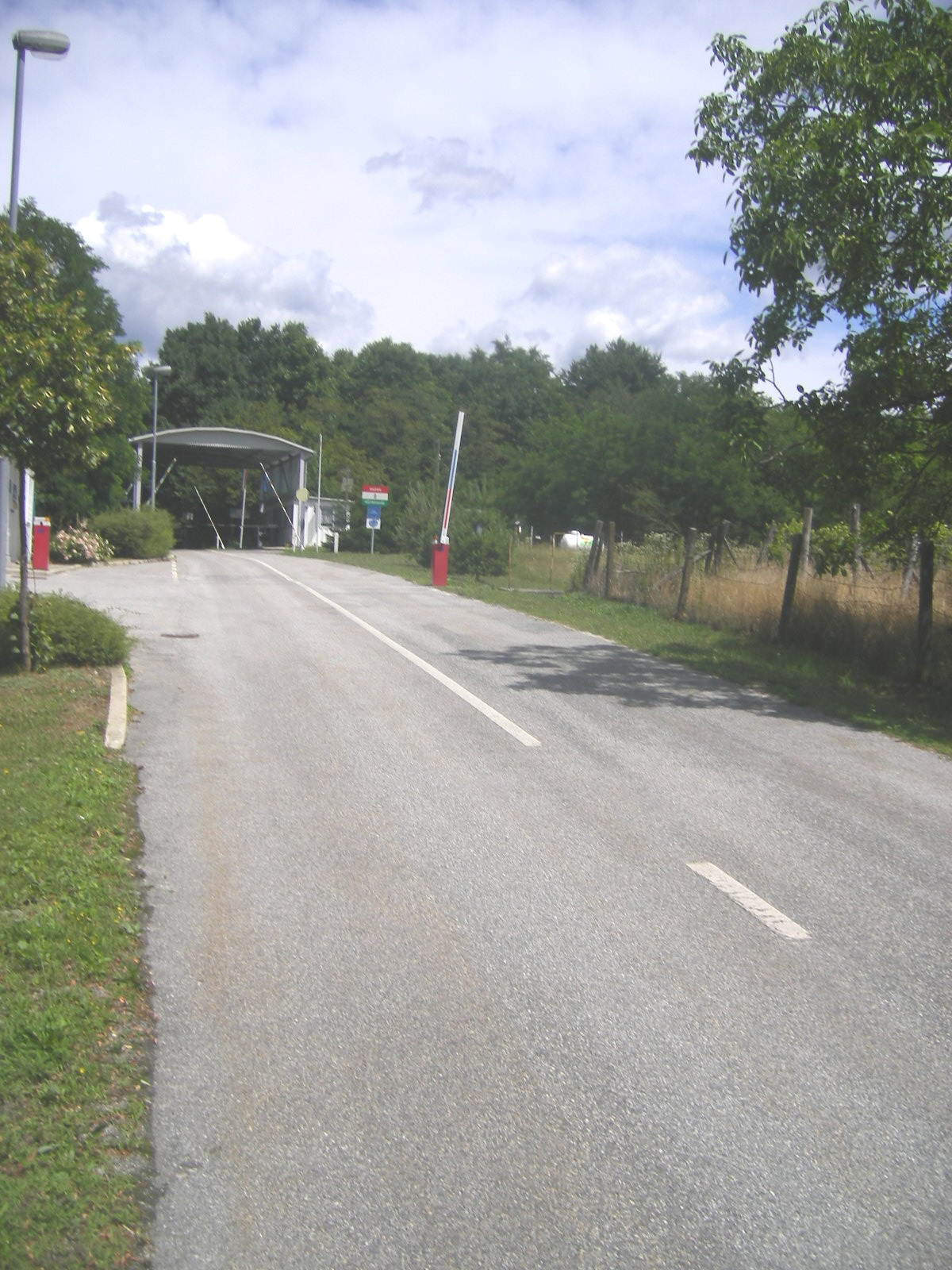
Antiguo paso fronterizo de Prosenjakovci.

La frontera entre Eslovenia y Hungría transcurre de noroeste a sudeste. Empieza en el trifinio entre ambos estados con Austria, cerca de la ciudad de Felsöszölnök, y acaba cerca del Podtureň croata, el río Mura.

## Historia
Esta frontera quedó establecida a finales de la Primera Guerra Mundial (1918) cuando se disolvió el Imperio austrohúngaro y Eslovenia entró a formar parte del Reino de los Serbios, Croatas y Eslovenos, después del Reino de Yugoslavia según los tratados de Saint-Germain (1919) y Trianón (1920). Durante la Segunda Guerra Mundial se modificó la frontera en favor de Hungría, a la vez que la mayor parte de Eslovenia era incorporada al Tercer Reich. Al acabar la Segunda Guerra Mundial fue una de las repúblicas constitutivas de la República Federativa Socialista de Yugoslavia. Después de la disolución de Yugoslavia esta fue la frontera entre el nuevo estado de Eslovenia con Hungría.